# 1242

## Události
- „ledová“ bitva na zamrzlém Čudském jezeře, v níž Alexandr Něvský porazil řád německých rytířů z Livonska

probíhající události
- 1223–1242 – Mongolský vpád do Evropy
- 1241–1242 – Mongolský vpád do Uher

## Narození
- 27. ledna – Markéta Uherská, svatořečená uherská princezna († 18. ledna 1270)
- 25. června – Beatrix Anglická, bretaňská vévodkyně († 1275/1277)
- ? – Georgios Pachyméres, byzantský historik, spisovatel, filozof († 1310)
- ? – Beatrix Kastilská, portugalská královna jako manželka Alfonsa III. († 27. října 1303)
- ? – Helena Angelina Doukaina, sicilská královna jako manželka Manfreda Sicilského († 14. března 1271)
- ? – Isabela Francouzská, navarrská královna jako manželka Theobalda II. († 27. dubna 1271)

## Úmrtí
- 10. února – Šidžó, 87.japonský císař (* 17. března 1231)
- 12. února – Jindřich VII. Štaufský, sicilský král, král Svaté říše římské a vévoda švábský (* 1211)
- 15. července – Česlav Odřivous, polský dominikánský kazatel (* 1180)
- 7. října – Džuntoku, 84. japonský císař (* 1197)
- ? – Enguerrand III. z Coucy, vikomt (* 1182)

## Hlava státu
- České království – Václav I.
- Svatá říše římská – Fridrich II.
- Papež –
- Anglické království – Jindřich III. Plantagenet
- Francouzské království – Ludvík IX.
- Polské knížectví – Konrád I. Mazovský
- Uherské království – Béla IV.
- Latinské císařství – Balduin II.
- Nikájské císařství – Jan III. Dukas Vatatzés